# The Blackening
The Blackening é o sexto álbum de estúdio da banda norte-americana de Groove Metal Machine Head, considerado por grande parte dos fãs como o melhor álbum da banda. Gravado durante quatro meses, o processo de escrita iniciou-se no início de 2005, e as gravações terminaram no final de 2006. Os temas explorados em The Blackening incluem amor, guerra, suicídio, religião, e a raiva na sociedade. O primeiro single do álbum, "Aesthetics of Hate", é uma retaliação a um artigo escrito por William Grim para o site conservador Iconoclast. Intitulado "Aesthetics of Hate: R.I.P. Dimebag Abbott, & Good Riddance", o artigo louvava a morte do antigo guitarrista dos Pantera Dimebag Darrell, enquanto actuava com a sua banda Damageplan a 8 de Dezembro de 2004. Flynn afirmou que a canção havia sido escrita como um "vai-te f****" a Grim, e tributo a Dimebag. A canção foi nomeada para um Grammy na categoria de "Best Metal Performance", nos Grammy Awards de 2007.
Apesar do álbum ter sido descarregado na Internet antes do seu lançamento, este facto, segundo a banda, criou uma inesperada expectativa em volta do disco. Lançado na Europa em 26 de Março de 2007 e nos EUA no dia seguinte, The Blackening vendeu 15 000 unidades na sua primeira semana nos Estados Unidos, e permitiu aos Machine Head ocuparem a posição mais alta da sua carreira na Billboard 200, o 54º posto. A crítica musical louvou o álbum pela sua agressividade e musicalidade, embora tenha sido criticado também pela duração das canções. Foi lançada um edição especial do álbum, que incluía versões cover de "Hallowed Be Thy Name" do Iron Maiden e  "Battery" dos Metallica.

## Faixas
Todas as letras escritas por Flynn, excepto quando indicado, e todas as músicas feitas por Flynn/Demmel excepto quando indicado.
1. "Clenching the Fists of Dissent" – 10:36 (música: Flynn/McClain/Demmel)
2. "Beautiful Mourning" – 4:46
3. "Aesthetics of Hate" – 6:38 (música: Flynn; lyrics: Flynn/Duce)
4. "Now I Lay Thee Down" – 5:34
5. "Slanderous' – 5:16
6. "Halo" – 9:03 (música: Flynn/McClain/Duce/Demmel)
7. "Wolves" – 9:01 (música: Flynn/Demmel/Duce)
8. "A Farewell to Arms" – 10:15 (letra: Flynn/Duce/Demmel)

Edição de luxo
1. "Hallowed Be Thy Name", (Harris, cover de Iron Maiden)
2. "Battery" – 5:02 (Hetfield/Ulrich, cover de Metallica)

## Integrantes
- Robb Flynn - vocal & guitarra
- Phil Demmel - guitarra
- Adam Duce - baixo
- Dave McClain - bateria